# Sambin-Nabitenga
Pour les articles homonymes, voir Sambin et Nabitenga.
Sambin-Nabitenga, également orthographié Sanbin-Nabitenga, est une localité située dans le département de Pissila de la province du Sanmatenga dans la région Centre-Nord au Burkina Faso.

## Géographie

### Démographie
- En 2003, le village comptait 1 197 habitants estimés[2].
- En 2006, le village comptait 353 habitants recensés[1].

## Histoire
Sambin-Nabitenga regroupe administrativement le village de Thiou-Sambin.

## Éducation et santé
Le centre de soins le plus proche de Sambin-Nabitenga est le centre de santé et de promotion sociale (CSPS) de Pissila tandis que le centre hospitalier régional (CHR) se trouve à Kaya.
Le village possède une école primaire publique.